# Pierre Vigne
Pierre Vigne (Privas, 20 de agosto de 1670 — Rencurel, 8 de julho de 1740) foi um padre missionário francês, fundador da Congregação das Irmãs do Santíssimo Sacramento.

## Vida

### O começo
Pierre Vigne nasceu em Privas, em uma família de comerciantes têxteis, num momento ainda profundamente marcado pelo rescalco de Guerras Religiosas do século passado entre católicos e protestantes.
Ele recebeu uma educação de um bom nível. No final da adolescência, acabou reconhecendo a importância do Eucaristia em sua vida e entrou em 1690 para o seminário Sulpician de Viviers.

### O padre
Pierre Vigne foi ordenado sacerdote em 18 de setembro de 1694 em Bourg-Saint-ANDEOL e foi enviado para Vigário em Saint-Agreve. Ele pregava muito bem e sempre estava próximo de seus paroquianos.

### O missionário
No entanto, sentiu-se chamado para outro lugar, ele queria ser um missionário especialmente entre os pobres, modestos.
Em 1700, entrou para os Lazaristas de Lyon onde recebeu uma sólida educação em missões populares de acolhimento aos pobres. Começou a viajar para cidades e vilas a fim de evangelizar as pessoas.
Em 1706, deixa os Lazaristas e torna-se um missionário itinerante
Assim, percorreu por mais de trinta anos as ruas de Vivarais, de Dauphiné, de Forez, Herault, até Alta Saboia e Haute-Garonne. Ele confessou, celebrou missas e pregou a adoração e veneração à Maria, seguindo o exemplo de São Francisco Régis

### O Fundador

#### A Via Crucis deBoucieu
Em 1712, Pierre Vigne, chega a Boucieu-le-Roi. Ele imediatamente ama a cidade cuja topografia o fez pensar em Jerusalém.
Em 1714, edifica uma Via Crucis apelidada de Le Grand Voyage, com 30 estações, de acordo com o caminho seguido por Jesus em sua Paixão de Ceia na Páscoa. A Via Crucis ainda é seguida pelos habitantes do lugar.
De março a junho de 1715, pregou em Burzet, e surge a oportunidade de restaurar uma Via Crucis já existente.

#### A Congregação das Irmãs do Santíssimo Sacramento
Pierre Vigne se estabelece em Boucieu-le-Roi que se tornou seu local de residência entre as duas missões.
Em 1713, uma menina, em Nozières, veio a Pierre Vigne pedir conselhos sobre uma possível vocação. Em seguida, a partir de 1715, Pierre Vigne reúne sete jovens e outras que tomaram o nome de Irmãs do Santíssimo Sacramento.
Em 30 de novembro de 1715, na igreja de Boucieu-le-Roi, coloca a cruz e o hábito religioso, convidando-as a adorar Jesus presente na Eucaristia e viver fraternalmente juntas. Era lhes confiada a tarefa de ensinar jovens, o que estabeleceu escolas constituidas pelas irmãs. Elas também foram incumbidas de acompanhar os peregrinos na Via Crucis, para que elas pudessem ajudá-los a rezar e meditar.
Logo, a pequena congregação cresceu e se mudou para o castelo BOUCIEU, uma antiga fortaleza acima da vila.
As primeiras Irmãs do Santíssimo Sacramento pronunciaram seus votos em 8 de setembro de 1722. De lá, a congregação cresceu e atingiu Dauphiné.
A Revolução Francesa dispersa as irmãs, que continuaram, clandestinamente, suas obras de caridade. Em 1804 na cidade de Romans, a congregação pode se reorganizar.
Em 1906, as Irmãs do Santíssimo Sacramento saem de Romans e vão para Valence, onde estão até hoje.
Atualmente, 44 comunidades da Congregação estão localizadas:
- Na Europa (França, Itália, Inglaterra, Irlanda, Espanha),
- América Latina (Brasil),
- E desde 2004, na África (Tanzânia).

#### Outras fundações
- Pierre Vigne funda em 1712, a Confraria do Rosário.
- Em 1719, fundou a Confraria dos Penitentes de Blancs.

### Suas obras
Apesar de uma vida plena a serviço de Deus, Padre Vigne escreveu vários livros: regras de vida, as obras de espiritualidade, bem como ' méditations sur le plus beau livre qui est Jésus Christ souffrant et mourant sur la Croix. '

### Seu último dia
Durante uma missão em Vercors, Rencurel; estava doente e não conseguiu completar sua pregação e morreu. Era 8 de julho de 1740. Seu corpo foi trazido de volta a Boucieu-le-Roi, onde foi enterrado em uma capela da Igreja.
Um museu, em Boucieu-le-Roi, apresenta a história de Pierre Vigne e das Irmãs do Santíssimo Sacramento. Estão em exibição diversos objetos de fé da sua vida cotidiana.

## Beatificação[3]
Pierre Vigne foi beatificado pelo Papa João Paulo II no dia 3 de outubro de 2004.
Foi beatificado ao mesmo tempo que:
- Marie-Joseph Cassant,
- Anna Katharina Emmerick,
- Maria Ludovica De Angelis,
- Charles d'Autriche.